# Championnat d'Iran de football 1977-1978
Navigation
Saison précédente Saison suivante
La saison 1977-1978 du Championnat d'Iran de football est la septième édition du championnat national de première division iranienne. Seize clubs iraniens prennent part au championnat organisé par la fédération. Les équipes sont regroupées au sein d'une poule unique où elles rencontrent leurs adversaires deux fois, à domicile et à l'extérieur. En fin de saison, le dernier du classement est relégué et remplacé par le champion de deuxième division.
C'est le club du Paas Teheran, tenant du titre, qui remporte à nouveau la compétition, après avoir terminé en tête du classement final, avec deux points d'avance sur le Persepolis FC et trois sur le Malavan F.C.. C'est le 2e titre de champion d'Iran de l'histoire du club.

## Les clubs participants
| - Taj Teheran - Persepolis FC - Sanat Naft - Promu de D2 - Paas Teheran - Malavan F.C. - Shahin FC - Bargh Chiraz - Niru Ahvaz | - Rah Ahan Teheran - Bank Melli Iran - Machine Sazi - Zob Ahan FC - Homa FC - Sepahan Ispahan - Teraktor Sazi - Promu de D2 - Daraei FC |

## Compétition

### Classement
Le classement est établi sur le barème de points classique (victoire à 2 points, match nul à 1, défaite à 0).
| Rang | Équipe           | Pts | J  | G  | N  | P  | Bp | Bc | Diff |
| ---- | ---------------- | --- | -- | -- | -- | -- | -- | -- | ---- |
| 1    | Paas Teheran T   | 40  | 30 | 15 | 10 | 5  | 32 | 21 | +11  |
| 2    | Persepolis FC    | 38  | 30 | 14 | 10 | 6  | 45 | 27 | +18  |
| 3    | Malavan F.C.     | 37  | 30 | 13 | 11 | 6  | 35 | 22 | +13  |
| 4    | Taj Teheran      | 35  | 30 | 14 | 7  | 9  | 32 | 22 | +10  |
| 5    | Teraktor Sazi P  | 34  | 30 | 12 | 10 | 8  | 30 | 22 | +8   |
| 6    | Sanat Naft P     | 34  | 30 | 12 | 10 | 8  | 28 | 26 | +2   |
| 7    | Bargh Chiraz     | 33  | 30 | 10 | 13 | 7  | 26 | 20 | +6   |
| 8    | Zob Ahan FC      | 32  | 30 | 11 | 10 | 9  | 31 | 30 | +1   |
| 9    | Niru Ahvaz       | 31  | 30 | 10 | 11 | 9  | 22 | 20 | +2   |
| 10   | Machine Sazi     | 28  | 30 | 9  | 10 | 11 | 20 | 23 | -3   |
| 11   | Shahin FC        | 27  | 30 | 7  | 13 | 10 | 31 | 29 | +2   |
| 12   | Homa FC          | 27  | 30 | 9  | 9  | 12 | 24 | 28 | -4   |
| 13   | Sepahan Ispahan  | 26  | 30 | 7  | 12 | 11 | 21 | 31 | -10  |
| 14   | Bank Melli Iran  | 24  | 30 | 6  | 12 | 12 | 17 | 26 | -9   |
| 15   | Daraei FC        | 22  | 30 | 6  | 10 | 14 | 26 | 38 | -12  |
| 16   | Rah Ahan Teheran | 11  | 30 | 1  | 9  | 20 | 14 | 48 | -34  |

## Bilan de la saison
| Championnat d'Iran de football 1977-1978 |                         |
| Champion                                 | Paas Teheran (2e titre) |
| Coupes et trophées                       |                         |
| Vainqueur de la Coupe d'Iran 1977-1978   | Non disputée            |
| Promotions et relégations                |                         |
| Promus en Iranian Premier League         | Aboomoslem Mechhad      |
| Promus en Iranian Premier League         | Rastakhiz Khoramshahr   |
| Relégués en Iranian Second League        | Rah Ahan Teheran        |
| Relégués en Iranian Second League        | Sepahan Ispahan         |